# Největší Čech
Největší Čech (De Grootste Tsjech) is de Tsjechische versie van het BBC-programma 100 Greatest Britons uit 2005. De show werd getoond op de nationale publieke omroep Česká televize.
De eerste ronde van de officiële stemming had als winnaar het fictieve karakter Jára Cimrman. Het personage werd door Zdeněk Svěrák en Ladislav Smoljak gecreëerd. Omdat dat hij geen echt personage was, werd hij uit de lijst gediskwalificeerd.

## De Eindlijst
1. Keizer Karel IV
2. Tomáš Garrigue Masaryk
3. Václav Havel
4. Jan Amos Komenský
5. Jan Žižka
6. Jan Werich
7. Jan Hus
8. Antonín Dvořák
9. Karel Čapek
10. Božena Němcová
11. Bedřich Smetana
12. Emil Zátopek
13. Karel Gott
14. George van Podiebrad
15. František Palacký
16. Přemysl Otakar II
17. Wenceslaus de Heilige
18. Václav Klaus
19. Jaroslav Heyrovský
20. Agnes van Bohemen
21. Tomáš Baťa
22. Edvard Beneš
23. Otto Wichterle
24. Jaroslav Seifert
25. Zdeněk Svěrák
26. Ema Destinnová
27. Jaromír Jágr
28. Maria Theresia van Oostenrijk
29. Karel Kryl
30. Miloš Forman
31. Vlasta Burian
32. Roman Šebrle
33. Ivan Hlinka
34. Karel Havlíček Borovský
35. Daniel Landa
36. Milada Horáková
37. Vladimír Menšík
38. Jaroslav Hašek
39. Alfons Mucha
40. Jan Evangelista Purkyně
41. Pavel Nedvěd
42. Jan Janský
43. František Křižík
44. Jan Železný
45. Jan Palach
46. Věra Čáslavská
47. Leoš Janáček
48. Alois Jirásek
49. Jaromír Nohavica
50. Jan Masaryk
51. Bohumil Hrabal
52. Jan Neruda
53. Josef Jungmann
54. Gregor Mendel
55. Franz Kafka
56. František Tomášek
57. Adalbert van Praag
58. Josef Bican
59. Josef Kajetán Tyl
60. Lucie Bílá
61. Karel Hynek Mácha
62. Sint Ludmila
63. Boleslav Polívka
64. Keizer Rudolf II
65. Josef Dobrovský
66. Josef Lada
67. Rudolf Hrušínský
68. Wenceslaus II van Bohemen
69. Madeleine Albright
70. Aneta Langerová
71. Ottokar I van Bohemen
72. Ludvík Svoboda
73. Dominik Hašek
74. Jan de Blinde
75. Milan Baroš
76. Karel Jaromír Erben
77. Zdislava
78. Jaroslav Foglar
79. Ladislav Smoljak
80. Olga Havlová
81. Martina Navrátilová
82. Helena Růžičková
83. Pavel Tigrid
84. Elisabeth I van Bohemen
85. Milan Kundera
86. Vladimír Remek
87. Boleslav I van Bohemen
88. Magdalena Dobromila Rettigová
89. Mikoláš Aleš
90. Emil Holub
91. František Fajtl
92. Klement Gottwald
93. Zdeněk Matějček
94. Jiří Voskovec
95. Marta Kubišová
96. Jiřina Bohdalová
97. Miloslav Šimek
98. Sigmund Freud
99. Samo
100. Miloš Zeman

## De grootste slechterik
Op hetzelfde ogenblik dat er voor de grootste landgenoot gestemd werd, kon men via het internet stemmen op de grootste slechterik van Tsjechië.
1. Klement Gottwald
2. Stanislav Gross
3. Václav Klaus
4. Vladimír Železný
5. Miroslav Kalousek
6. Miroslav Grebeníček
7. Viktor Kožený
8. Miloš Jakeš
9. Zdeněk Škromach
10. Gustáv Husák